# Frauen, die man oft nicht grüßt
Frauen, die man oft nicht grüßt è un film muto del 1925 diretto da Frederic Zelnik.

## Produzione
Il film fu prodotto dalla Zelnik-Film GmbH (Berlin).

## Distribuzione
Distribuito dalla Süd-Film, uscì nelle sale cinematografiche tedesche presentato in prima l'11 settembre 1925 all'Alhambra di Berlino.